# Begonia trispathulata
Espèce
Synonymes
- Casparya trispathulata A. DC.[2]
- Casparya trispathulata A.DC.[1]

Begonia trispathulata est une espèce de plantes de la famille des Begoniaceae. Ce bégonia est originaire de nord de l'Amérique du Sud L'espèce fait partie de la section Casparya. Elle a été décrite en 1859 par Alphonse Pyrame de Candolle (1806-1893) sous les basionyme de Casparya trispathulata, puis déplacée dans le genre Begonia 1894 par Otto Warburg (1859-1938). L'épithète spécifique trispathulata vient du latin spatha, épée, spatule, donc spathulata signifie en forme d'épée, spatulé, avec le préfixe tri-, trois.  

## Répartition géographique
Cette espèce est originaire des pays suivants : Colombie ; Venezuela.